# Asphodelus cerasiferus
Asphodelus cerasiferus es una especie de planta del género Asphodelus perteneciente a la familia Xanthorrhoeaceae.

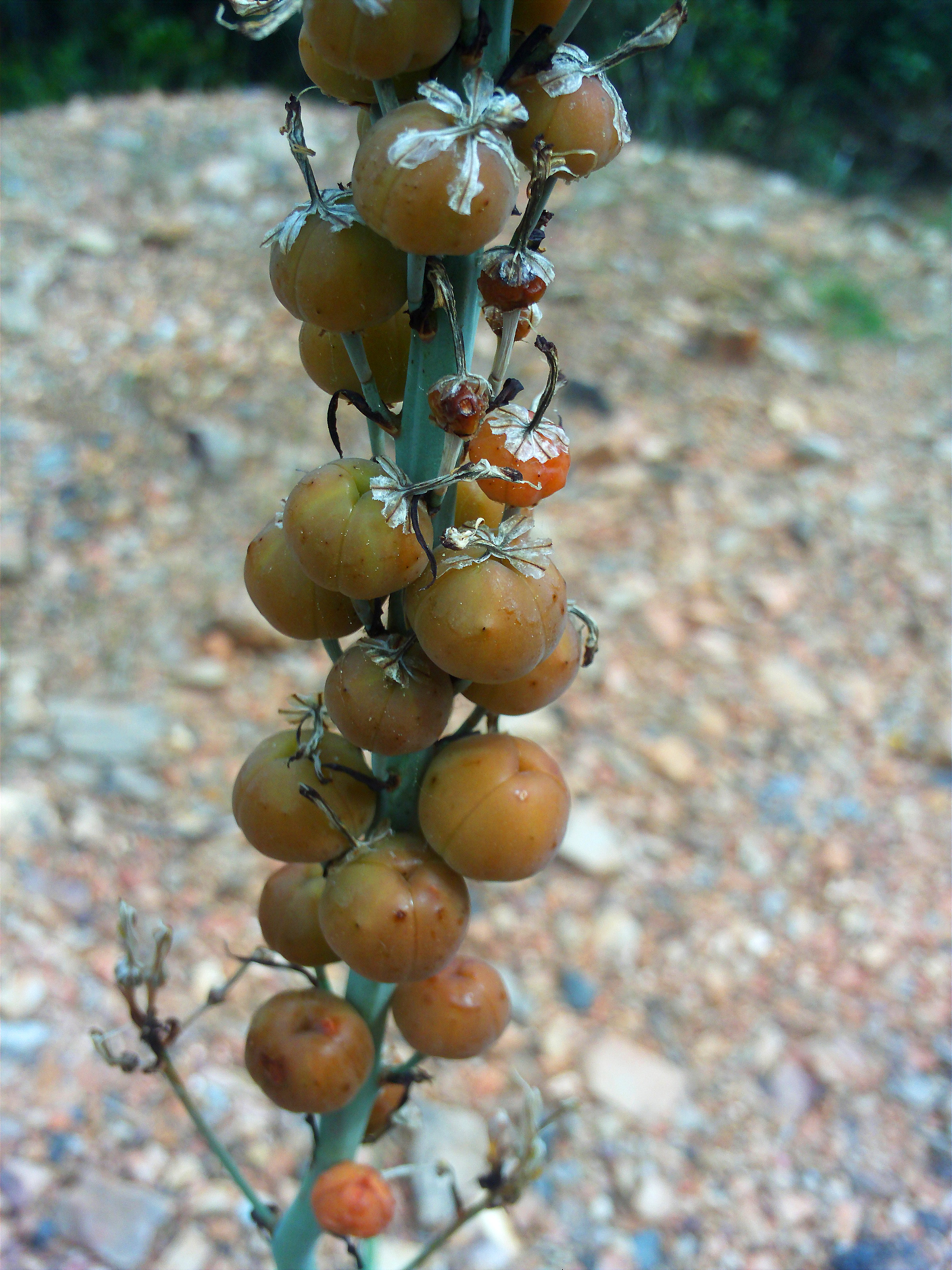
Frutos

## Descripción
Asphodelus cerasiferus es una especie nativa del mediterráneo occidental, aunque es muy rara en las Islas Baleares,  mientras que en la costa y el interior peninsular es una especie relativamente frecuente. Todo lo contrario de lo que pasa con Asphodelus aestivus. Se diferencia porque su fruto es mucho más grande que en esta segunda especie, alcanza un tamaño de cerca de 25 mm de largo. Florece al principio de la primavera.

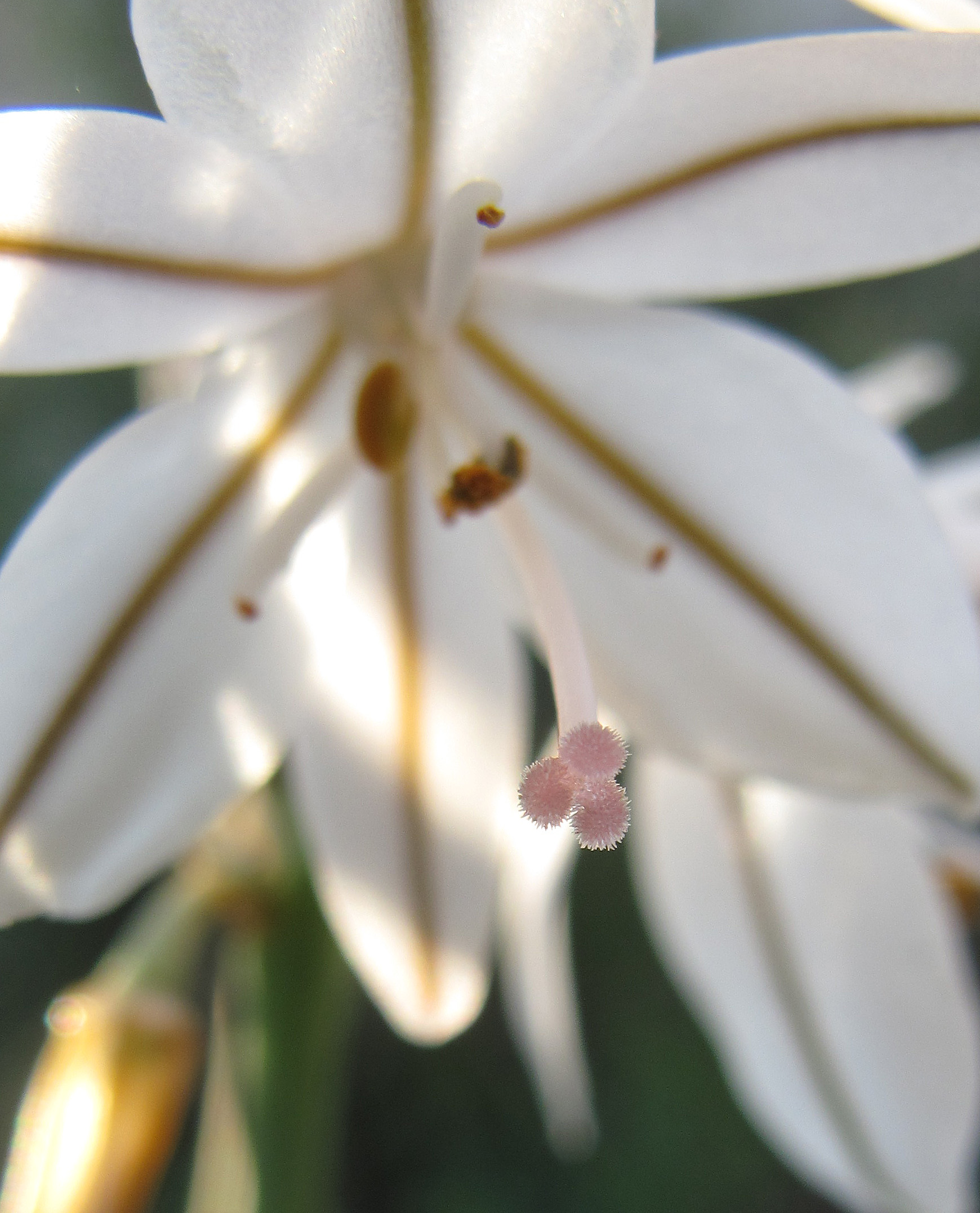
Pistilo con 3 estigmas.

## Distribución y hábitat
Se distribuye por la región del Mediterráneo occidental en los peñales del litoral, en los matorrales y garrigas.

## Taxonomía
Asphodelus cerasiferus fue descrita por J.Gay y publicado en Bulletin de la Société Botanique de France 4: 610, en el año 1857.
Etimología
Asphodelus: nombre genérico que deriva del griego antiguo ἀσφόδελος, de etimología desconocida
En la Grecia Antigua el asfódelo se relaciona con los muertos. Homero afirma que en el Hades o mundo subterráneo estaban los Prados Asfódelos (ἀσφόδελος λειμών), adonde iban los muertos que no merecían premio ni castigo. Con frecuencia se relaciona el asfódelo con Perséfone, que aparece coronada con una guirnalda de esta planta. 
cerasiferus: epíteto
Sinonimia
- Asphodelus australis Jord. & Fourr.
- Asphodelus chambeironii Jord.
- Asphodelus comosus Jord.
- Asphodelus corsicus Jord.
- Asphodelus glaucescens Jord.
- Asphodelus grandiflorus Jord. & Fourr.
- Asphodelus procerus Jord. & Fourr.
- Asphodelus proterophyllus Jord.
- Asphodelus repens Pomel
- Asphodelus rouxii Jord.
- Asphodelus validus Jord.
- Asphodelus virgatus Jord.[4]